# St. Johnstone FC
A St. Johnstone FC (teljes nevén: St. Johnstone Football Club) egy labdarúgóklub Skóciában. Miután megnyerték a Scottish First Division 2008–2009-es kiírását (a klub történetében hatodik alkalommal), feljutottak a Scottish Premier League-be. A csapat legnagyobb sikere a már említett hat másodosztályú bajnoki cím mellett egyébként a Scottish Challenge Cup 2008-as megnyerése. Kétszer jutottak be a Skót labdarúgó-ligakupa döntőjébe, de mindkétszer vereséget szenvedtek (egyszer a Celtic, egyszer a Rangers ellen). Skót Kupa-döntőt még nem játszhattak, noha az elődöntőben már többször is ott voltak.
Bár a klubot hivatalosan 1884-ben alapították, első mérkőzését csak 1885-ben játszotta. A csapat stadionja 1989 óta a McDiarmid Park, ami 10 673 ember befogadására képes, és Perthben, Skóciában található. A csapat jelenlegi menedzsere a északír Tommy Wright, aki 2013 óta van hivatalban; ő a klub 24. menedzsere.

## Helyi riválisok
A St. Jonhstone két helyi riválisa a hozzá hasonlóan szintén első osztályú Dundee United és a másodosztályú Dundee FC. Közülük utóbbi a nagyobb rivális - ezért is volt olyan nagy dolog őket 7:1-re legyőzni 1997-ben. Voltak persze játékosok, akik valamelyik rivális csapattól átigazoltak a St. Johnstone-hoz; a legutóbbi ilyen eset Danny Grainger nevéhez fűződik, aki 2009. július tizenhatodikán a Dundee United-től érkezett.

## Játékosok

### Jelenlegi keret
2021. február 1-i állapotnak megfelelően.
| #  |     | Poszt | Név                |
| -- | --- | ----- | ------------------ |
| 1  | SCO | K     | Zander Clark       |
| 3  | ENG | V     | Scott Tanser       |
| 4  | SCO | V     | Jamie McCart       |
| 5  | SCO | V     | Jason Kerr ()      |
| 6  | SCO | V     | Liam Gordon        |
| 7  | SCO | KP    | Craig Conway       |
| 8  | SCO | KP    | Murray Davidson    |
| 9  | SCO | CS    | Chris Kane         |
| 10 | CAN | KP    | David Wotherspoon  |
| 11 | SCO | CS    | Michael O'Halloran |
| 12 | ENG | K     | Elliot Parish      |
| 13 | SCO | KP    | Craig Bryson       |
| 14 | SCO | CS    | Stevie May         |

| #  |     | Poszt | Név              |
| -- | --- | ----- | ---------------- |
| 15 | SCO | KP    | Charlie Gilmour  |
| 17 | ISR | CS    | Guy Melamed      |
| 18 | NIR | KP    | Ali McCann       |
| 19 | SCO | V     | Shaun Rooney     |
| 20 | SCO | CS    | John Robertson   |
| 22 | SCO | CS    | Callum Hendry    |
| 23 | SCO | KP    | Cammy Ballantyne |
| 24 | SCO | V     | Callum Booth     |
| 26 | SCO | KP    | Liam Craig       |
| 45 | SCO | K     | Ross Sinclair    |
| 50 | SCO | CS    | Jordan Northcott |

### Korábbi híres játékosok
| Skócia - Kenny Aird (1967–1973) - Fred Aitken (1967–1975) - John Balavage (1984–1990) - Doug Barron (1980–1992) - Jimmy Benson - John Brogan (1977–1984) - Joe Carr (1953–1962) - Willie Coburn (1962–1972) - John Connolly (1968–1972) - Jim Donaldson (1966–1974) - Ernie Ewen (1953–1959) - Alex Ferguson (1960–1964) - Jimmy Gauld (1960) - Roddy Grant (1989–1992 és 1995–2000) - Henry Hall (1968–1975) - Alan Main (1995–2003 és 2007–) - Buck McCarry (1963–1971) - Ally McCoist (1979–1981) - Charlie McFadyen (1955–1965) - Ron McKinven (1959–1966) - Sandy McLaren (1945–1946) - Ian McPhee (1965–1972) - Don McVicar (1981–1991) - Jim Morton (1979–1986) - John Pelosi (1977–1983) - Alex Rennie (1967–1975) - Derek Robertson (1967–1979) - Benny Rooney (1966–1973) - Drew Rutherford (1977–1985) - Billy Taylor (1958–1964) - Jim Weir (1994–2007) - Gordon Whitelaw (1964–1972) | Anglia - Paul Cherry (1988–1996) - Peter Davenport (1994–1995) - Andy Rhodes (1992–1995) - Craig Russell (2000–2003) Albánia - Rudi Vata (2003–2004) Ausztria - Attila Sekerlioglu (1995–1998) Észak-Írország - Danny Griffin (1994–2000) - John McClelland (1992–1996) - George O'Boyle (1994–2001) Finnország - Mixu Paatelainen (2003–2004) Guinea - Momo Sylla (2000–2001) Izland - Gunni Torfason (1992–1994) Írország - Alan Kernaghan (1997–2001) Kanada - Nick Dasovic (1996–2002) - Colin Miller (1994) Szovjetunió - Sergei Baltacha (1990–1993) Trinidad és Tobago - Jason Scotland (2005–2007) |  |

## Sikerek
- First Division: 1923–1924, 1959–1960, 1962–1963, 1982–1983, 1989–1990, 1996–1997, 2008–2009
- Skót labdarúgókupa: 2013–14, 2020–21
- Skót labdarúgó-ligakupa: 2020–21
- Scottish Challenge Cup: 2007–2008